# 거위고기
요리 및 식도락에서 거위고기는 오리과에 속하는 여러 종의 새 고기로, 오리와 백조도 포함된다. 오리과는 세계적인 분포를 보이며, 다양한 야생종과 사육 품종이 여러 요리에서 사용된다. 기원전 2500년경 고대 이집트에서 사육 거위를 의도적으로 살찌웠다는 증거가 있다.
고기, 간, 기타 내장, 지방, 피, 알은 다양한 요리에서 사용된다. 조리법에는 로스팅, 회전구이, 브레이징, 찜, 직화구이, 끓이기, 스튜 등이 있다. 요리에는 구이, 조림, 수프, 스튜, 카레, 소시지, 포스미트, 만두 등이 포함된다.
많은 요리 전통에서 거위구이는 수세기 전부터 이어져 온 향연 음식이다.

## 용도

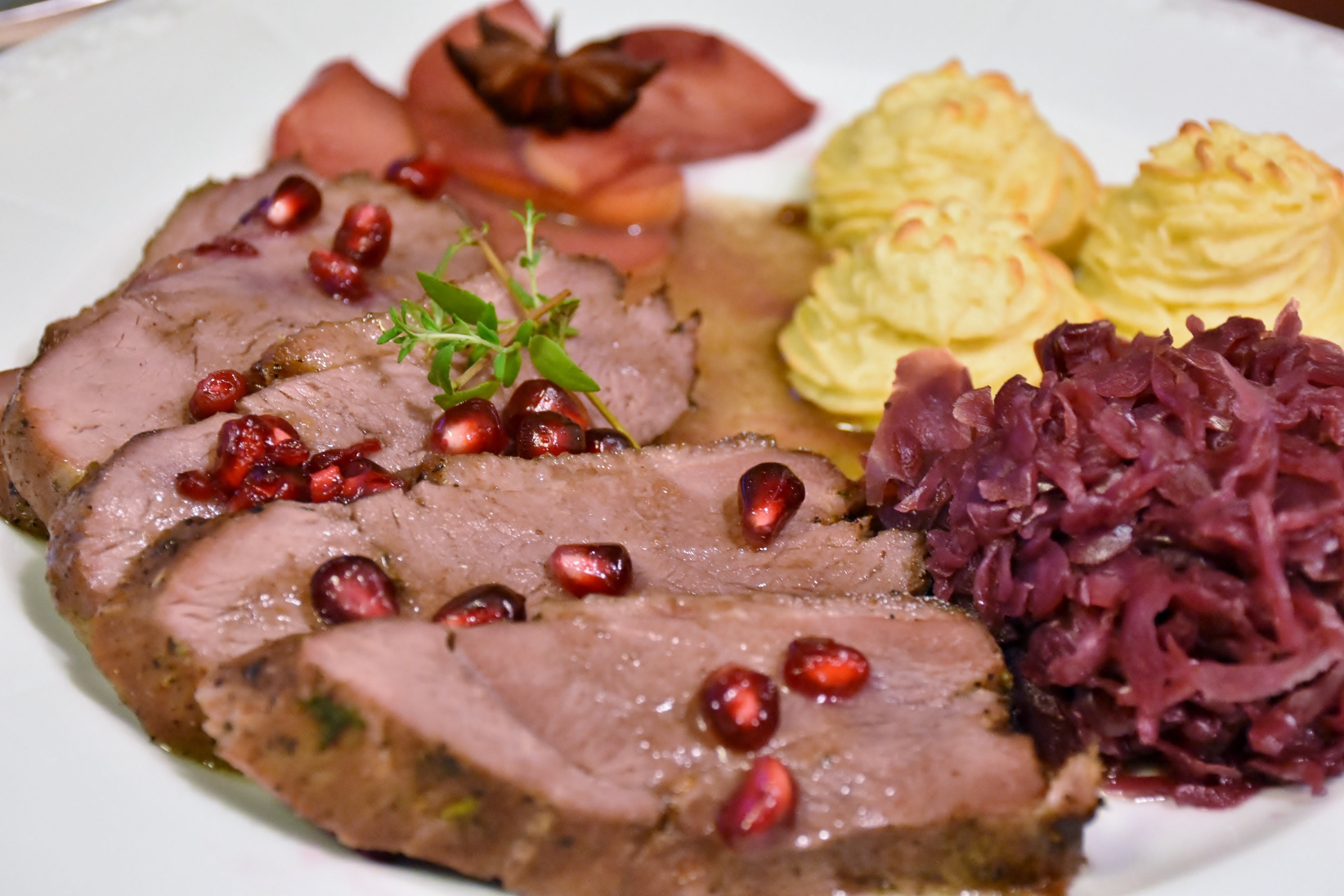
거위구이 요리

고기, 간, 기타 내장, 지방, 껍질 및 피는 다양한 요리에서 사용된다. 고기는 독특한 풍미가 있다.

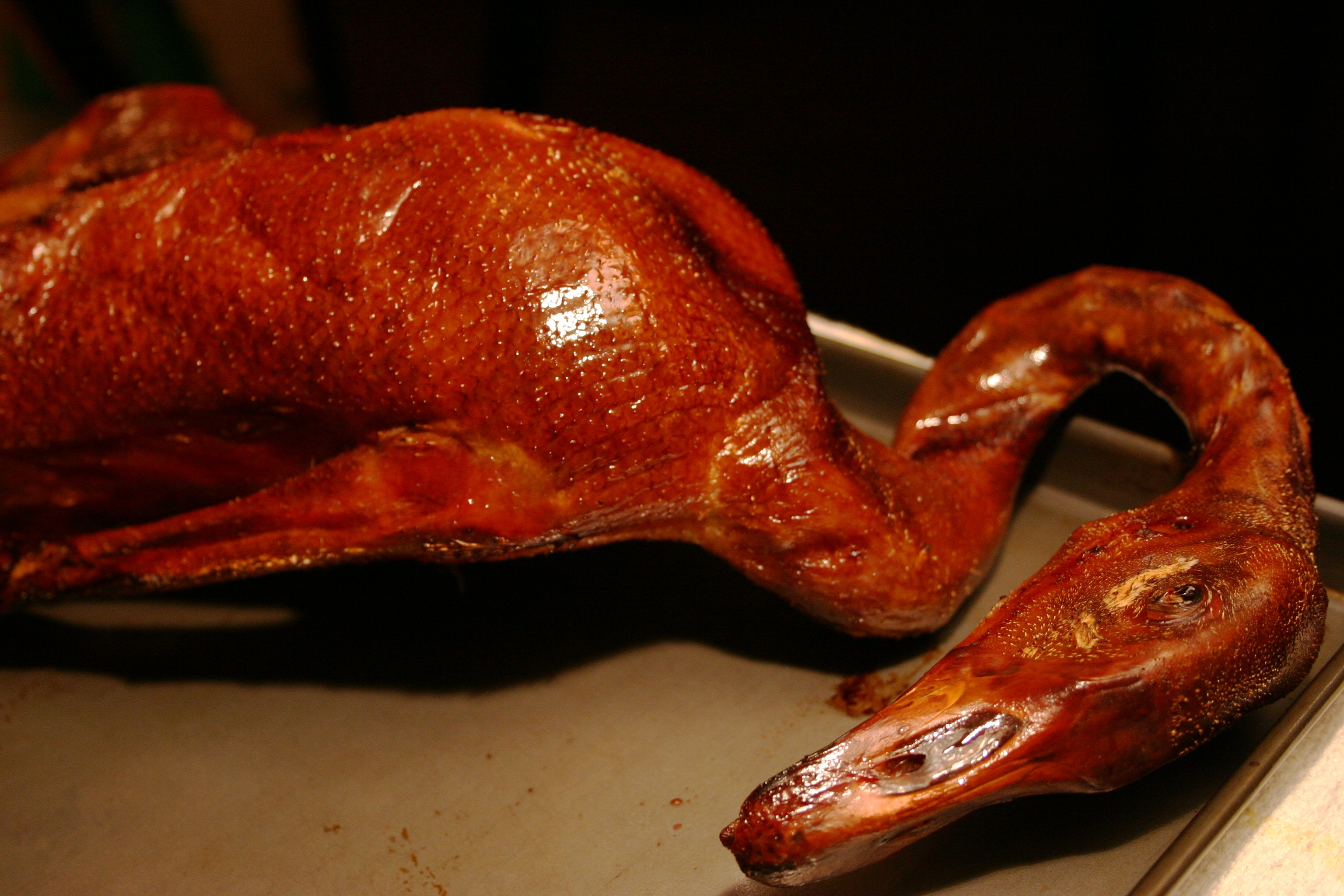
머리와 목이 있는 거위구이

거위 알도 요리에 사용되지만, 닭 알과는 달리 계절에만 구할 수 있다. 영국에서는 거위 알을 가을부터 초겨울까지 구할 수 있다.
거위구이는 가장 흔한 조리법이다. 통째로 굽거나 자른 거위 요리는 아시아 요리, 유럽 요리, 중동 요리에서 찾아볼 수 있다. 회전구이 거위는 아메리카 원주민 요리의 전통적인 요소였다.
로스팅의 부산물은 거위를 로스팅하면 감자나 다른 야채를 로스팅하거나 파이 껍질(쇼트닝) (달콤하거나 짭짤한), 빵에 바르는 스프레드 등 수많은 요리 용도로 사용할 수 있는 훌륭한 품질의 지방이 많이 렌더링된다는 것이다. 지방에 거위 조각을 넣고 끓여서 콩피를 만들 수도 있다. 일부 요리에서는 거위를 주로 라드를 위해 사육한다. 내셔널 퍼블릭 라디오에 따르면, 거위 지방은 "지방의 크림 드 라 크림"이다. 2006년 나이젤라 로슨은 이것을 "필수 크리스마스 요리 재료"라고 불렀다.
중국 요리에서는 거위를 향료와 함께 찌거나 브레이징하기도 한다. 일부 요리에서는 거위고기로 스튜나 수프를 만든다. 독일 요리에서는 거위 목에 거위 간을 채워 소시지 모양의 요리를 만든다. 비슷한 요리는 동유럽 요리에서도 만들어진다. 거위고기는 파이나 만두를 채우거나 소시지를 만드는 데도 사용된다.
거위와 거위 간은 푸아그라, 파테, 기타 포스미트 형태를 만드는 데도 사용된다.

## 동아시아

### 중국
대부분의 중국 거위 요리법은 완전히 익히는 것을 포함한다.
중국 남부에서 거위구이는 광둥 요리의 시우메이, 즉 구운 고기 요리의 일종이다. 이는 숯 화로에서 높은 온도로 양념한 거위를 굽는 방식으로 만든다. 품질 좋은 거위구이는 껍질이 바삭하고 고기는 촉촉하고 부드럽다. 거위구이 조각은 자두 소스와 함께 제공될 수 있다.
싱가포르의 차오저우 요리에서는 브레이징 거위가 전통 요리이다. 일반적인 브레이징 재료에는 간장, 미주, 마늘, 그리고 시나몬, 생강, 팔각과 같은 향신료가 포함된다.

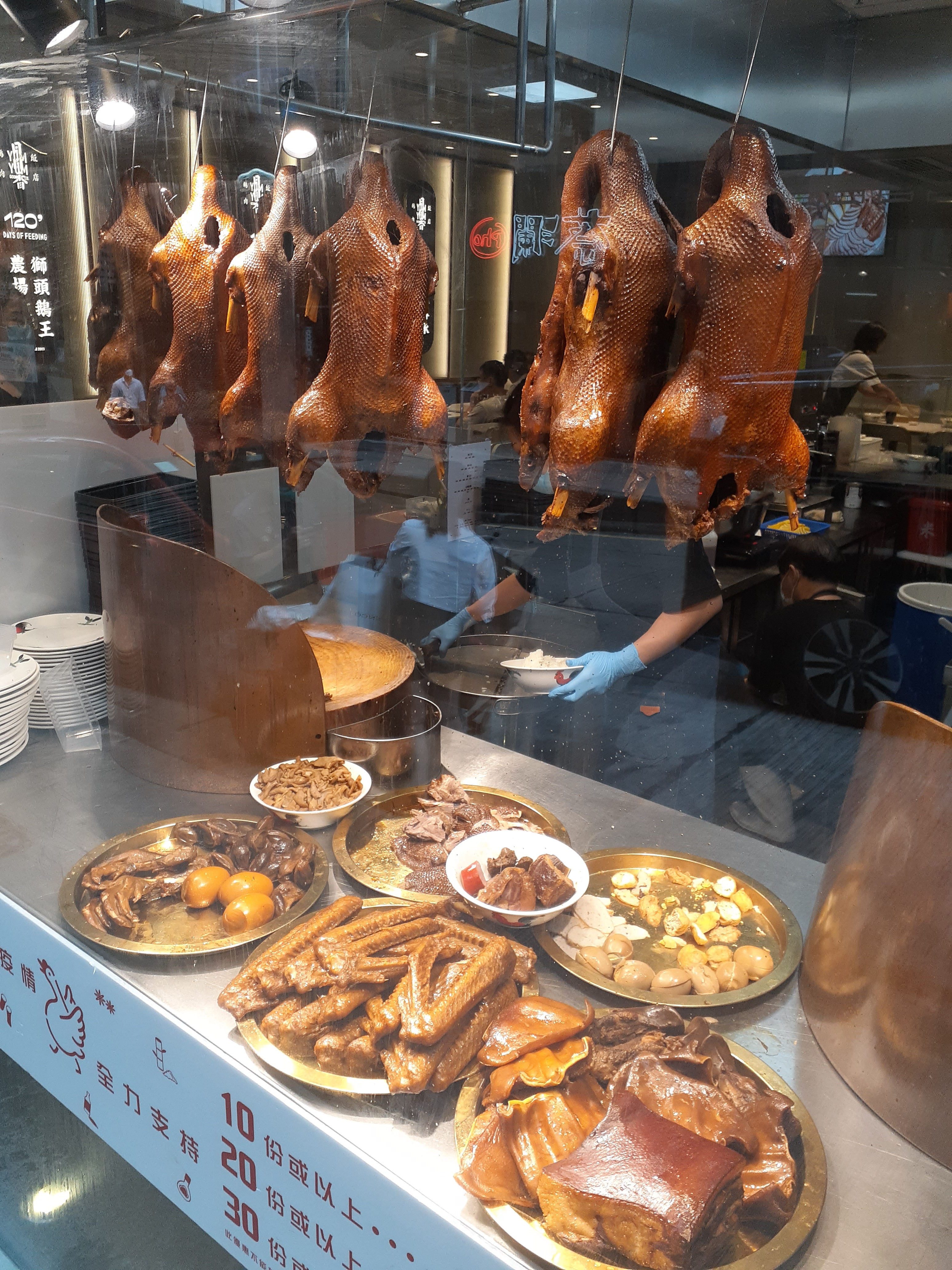
홍콩의 거위 요리 전문점 창문 진열

### 홍콩
거위구이는 전통적으로 인기 있으며 홍콩 요리에서 여전히 흔한 메인 요리이다. 홍콩, 특히 삼전에서 제공되는 거위구이는 이웃한 중국 광둥성의 요리와 유사하다. 일부 레스토랑에서는 비슷하게 조리한 오리 요리도 제공한다.

## 유럽
많은 유럽 문화에서 거위구이는 크리스마스와 성 마르티노 축일을 포함한 특정 명절에만 전통적으로 먹는다. 거위구이는 동유럽 유대인들 사이에서 전통적인 안식일 식사였다.

### 크로아티아
크로아티아 요리의 전통 요리는 guščji paprikaš로, 주파나 주변 지역에서 유래한 면과 거위고기 스튜이다. 크로아티아에는 밤을 속으로 채운 거위구이 요리인 martinjska guska s marunima도 있으며, 성 마르티노 축일에 자주 제공된다.

### 프랑스
프랑스 요리 일부 지역, 예를 들어 알자스에서는 거위가 흔히 먹는 메인 요리이다. 거위 지방은 전통적인 카술레의 필수 재료이다.

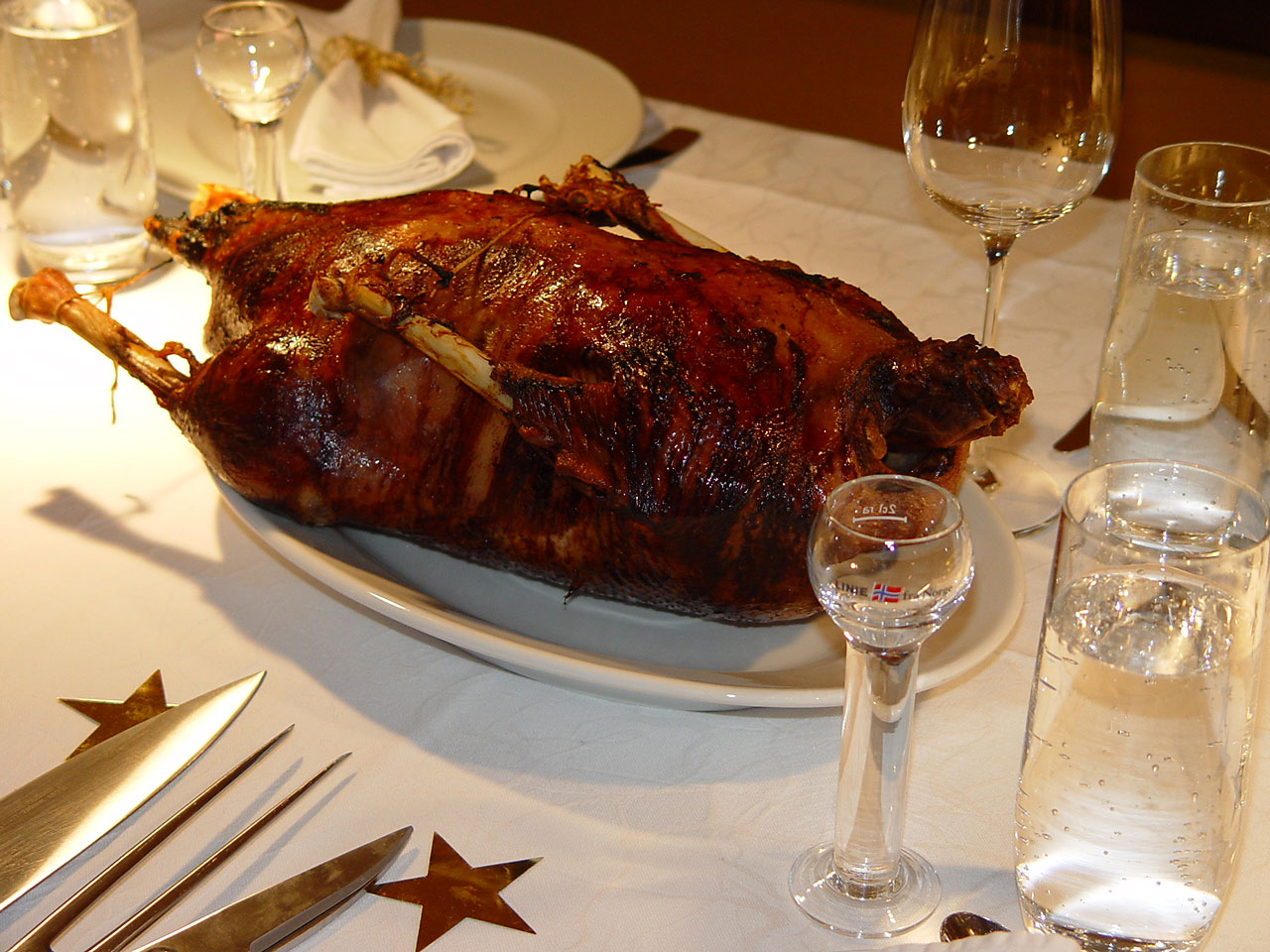
독일의 크리스마스 거위

### 독일
독일에서는 거위구이가 크리스마스 당일 식사의 주재료이다. 전통적인 독일 요리는 Gefüllter Gänsehals로, 거위 간, 베이컨, 빵, 허브를 섞어 거위 목에 채운 후 볶거나 끓여서 썰어 내는 요리이다.

### 헝가리
헝가리의 "거위 지역"은 남부 헝가리 대평원이다. 거위 간은 주요 수출품이다.

### 폴란드
폴란드에서는 수세기 동안 음식을 위해 거위를 사육해왔다. 16세기와 17세기에는 특히 축제와 기념 만찬에 인기가 많았다. Czernina 수프가 전통적으로 인기가 많았다. 거위의 전국 소비량은 감소했으며, 대부분의 거위는 성 마르틴의 날에 소비된다.

## 북아메리카

### 캐나다
많은 북아메리카 원주민은 전통적으로 거위를 음식으로 크게 의존했다.

### 미국
거위는 미국 요리에서 일반적으로 오리로 대체되었다. 거위의 높은 파운드당 가격과 고기와 뼈, 지방 비율이 낮아 터키보다 1인분당 가격이 더 비싸다. 거위가 한때 미국에서 흔한 크리스마스 저녁 식사였지만, 다른 고기나 생선보다 메인 요리로 인기가 줄어들었다.

## 오세아니아
거위는 호주에서 흔히 먹지는 않지만, 2019년 현재 대륙에서 사육되고 일부 레스토랑에서 제공되었다.

## 코카서스 및 중동

### 이집트
거위는 고대 이집트에서 먹었다. 소비 전에 의도적으로 살찌웠다는 증거는 기원전 2500년경으로 거슬러 올라간다.
페시크는 이집트 요리의 전통 요리로, 파라오 시대로 거슬러 올라가는 봄 명절인 샴 엘네심 기간에 주로 제공된다. 페시크는 생선을 소금에 절이고 발효시켜 만들며, 풍미와 영양을 강화하기 위해 거위고기를 첨가하기도 한다.

### 이란
이란에서 거위고기는 노란 완두콩, 깍둑썰기한 감자, 토마토 소스로 조리한 고기 스튜인 기메에 자주 사용된다.

### 요르단
만사프는 결혼식이나 기타 기념 행사에서 자주 제공되는 전통적인 요르단 요리이다. 일반적으로 향신료와 함께 조리한 부드러운 양고기 또는 염소고기를 밥 위에 올리고 요거트 소스를 곁들여 먹지만, 때때로 거위고기를 사용하기도 한다.

### 튀르키예
거위구이는 튀르키예 요리 일부 지역에서 흔히 먹는 메인 요리이다. 튀르키예의 카르스주 지역은 카르스 스타일 거위구이, 즉 카르스 카즈와 불구르 필라비(카르스 거위와 불구르 필라프)를 전문으로 한다. 카르스 거위는 이 요리에 사용하기 위해 이 지역에서 특별히 사육하는 품종이기도 하다. 거위는 탄두르식 오븐에서 불구르 접시 위에 올려놓고 지방이 떨어지도록 매우 높은 온도로 구워낸다.

## 갤러리

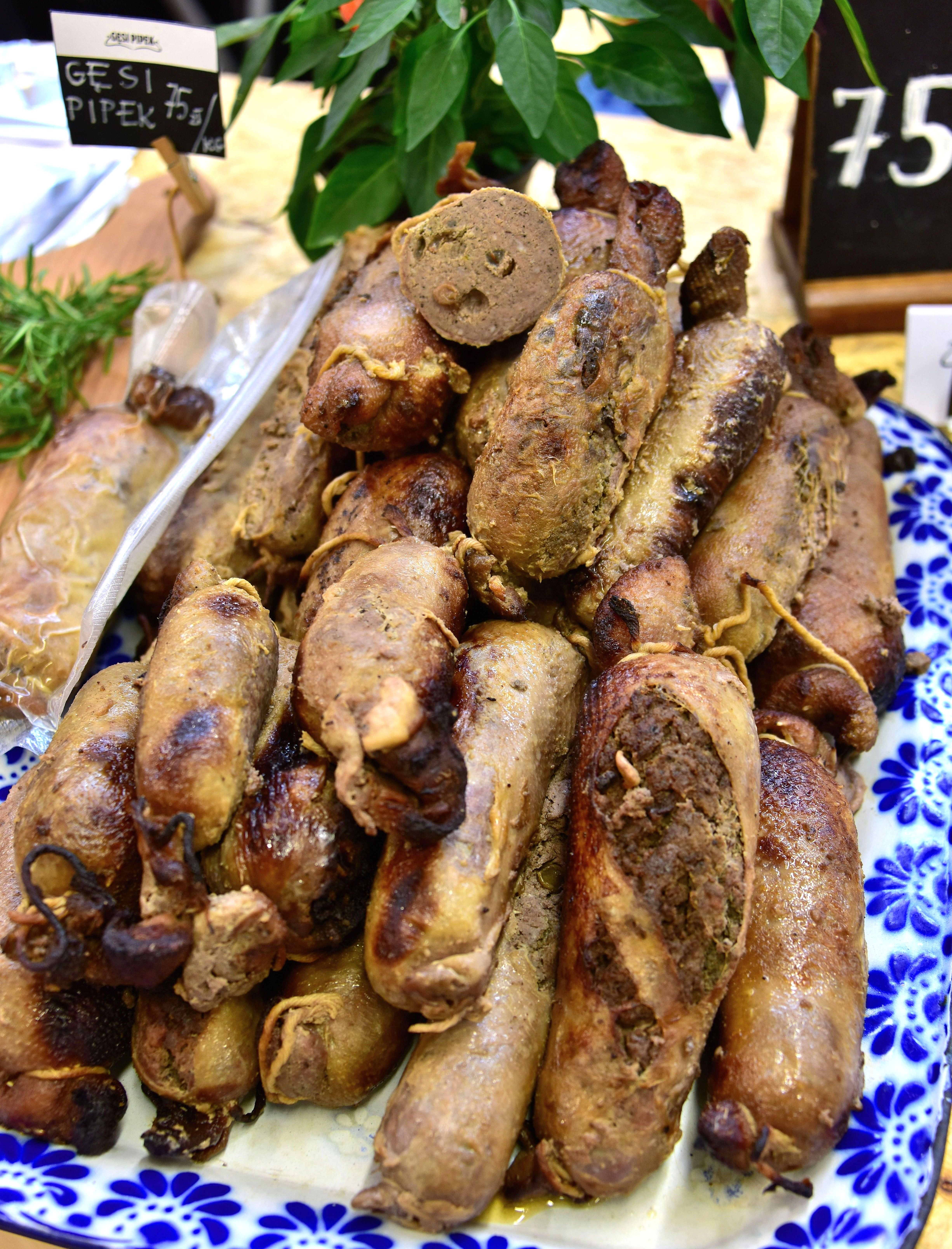
Gęsie pipki (고기로 채운 거위 목살)
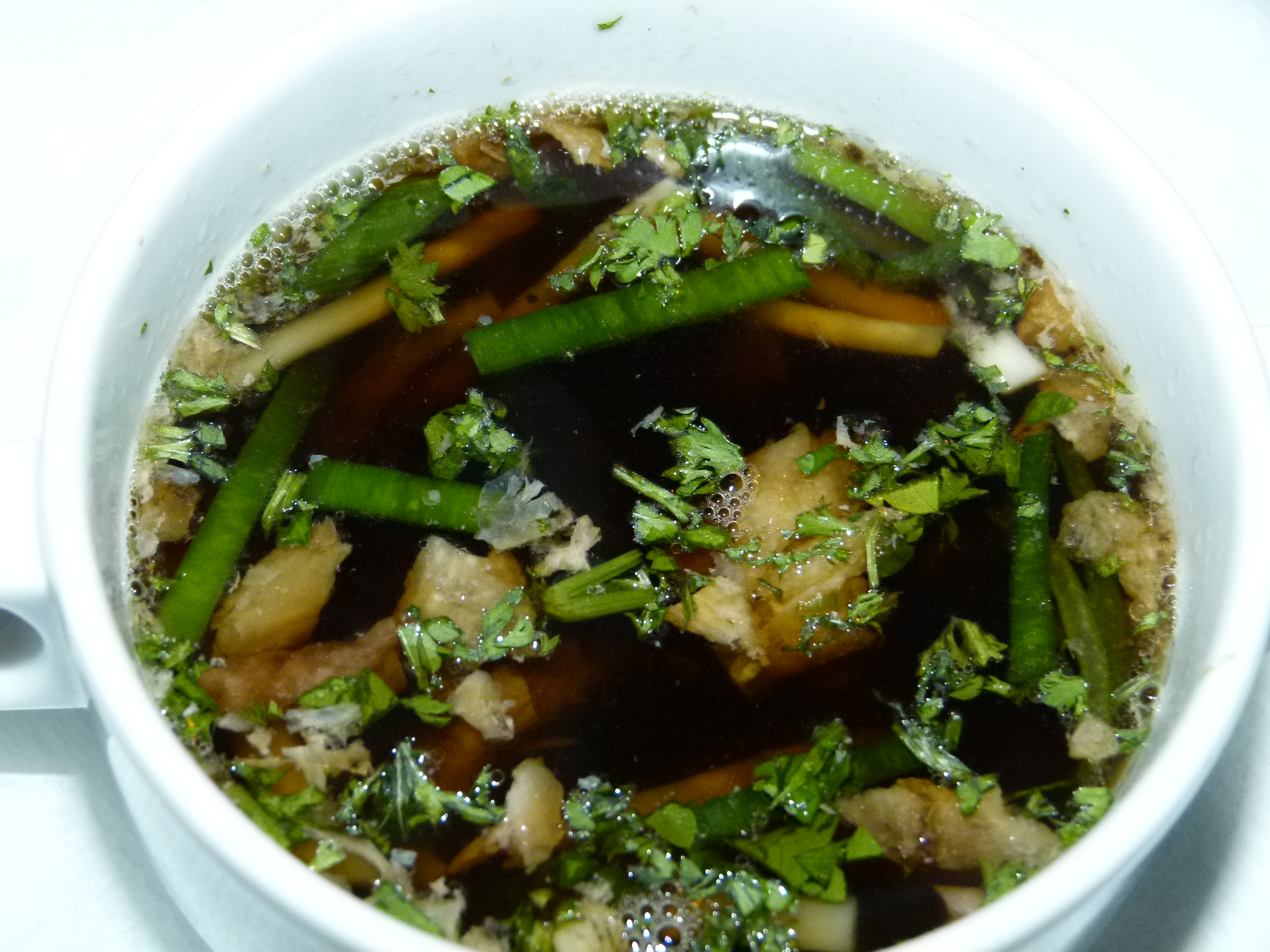
뿌리채소와 함께 끓인 거위 수프
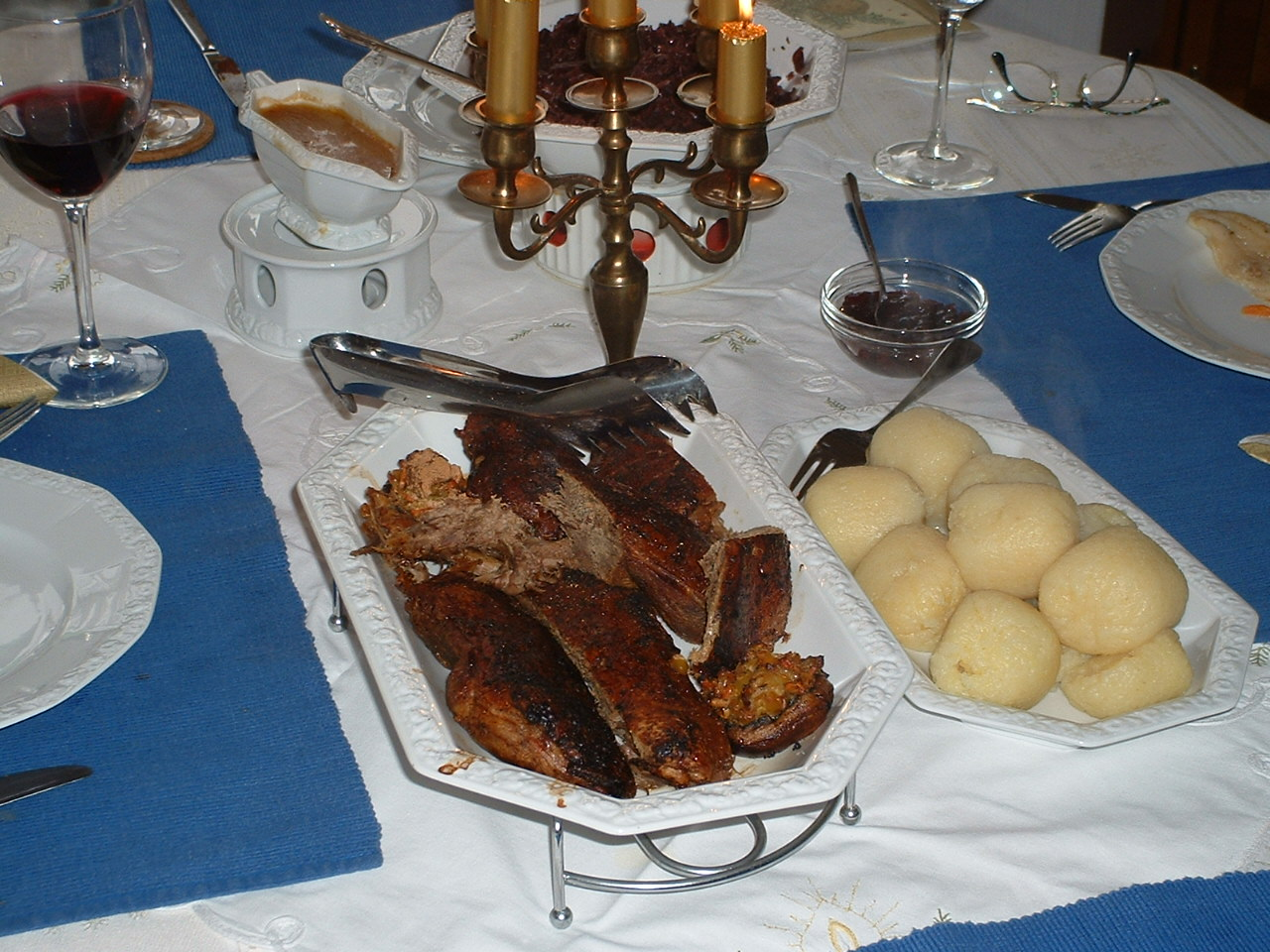
클뢰세 (만두)와 적채를 곁들인 거위구이
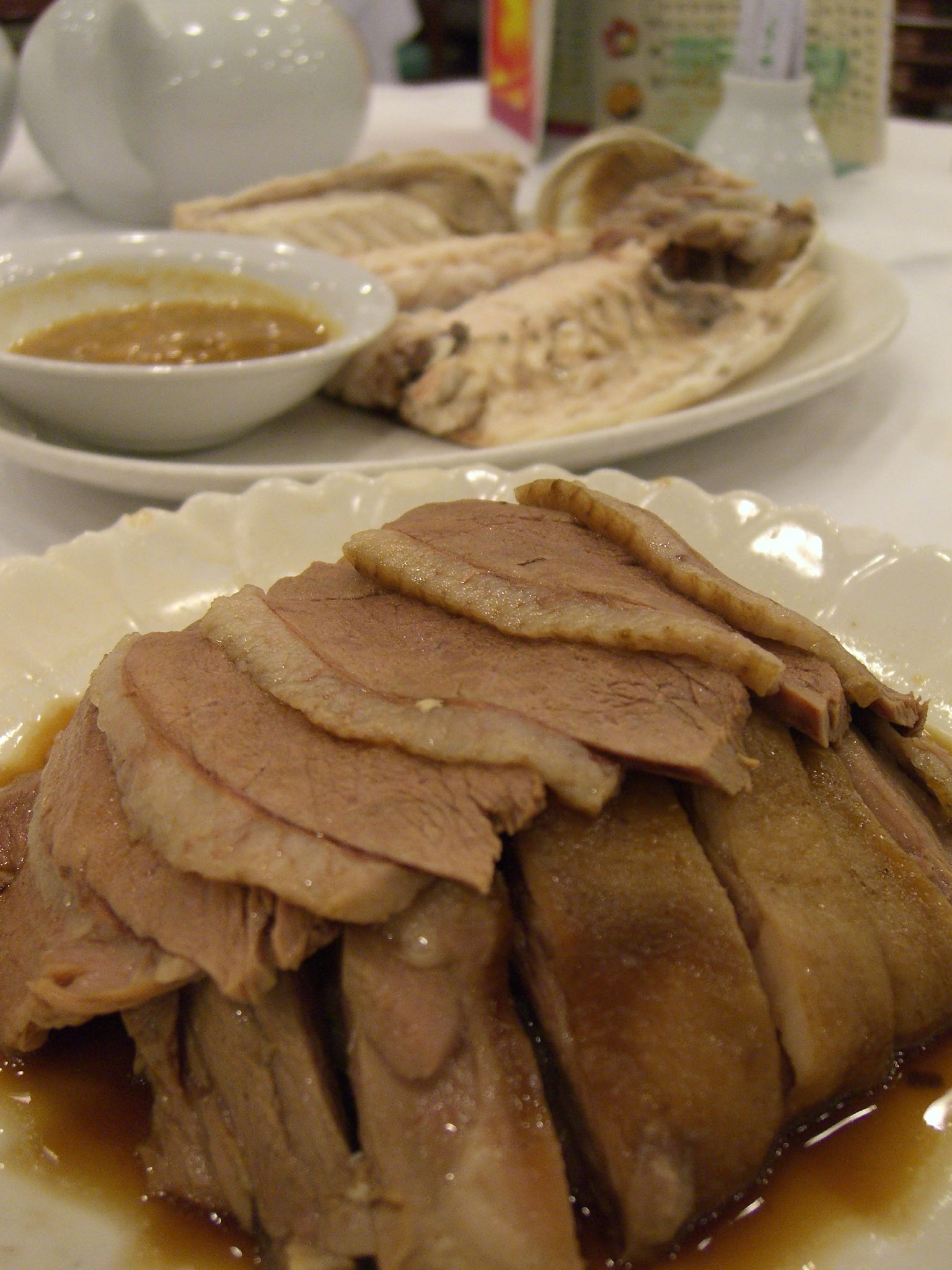
브레이징 거위
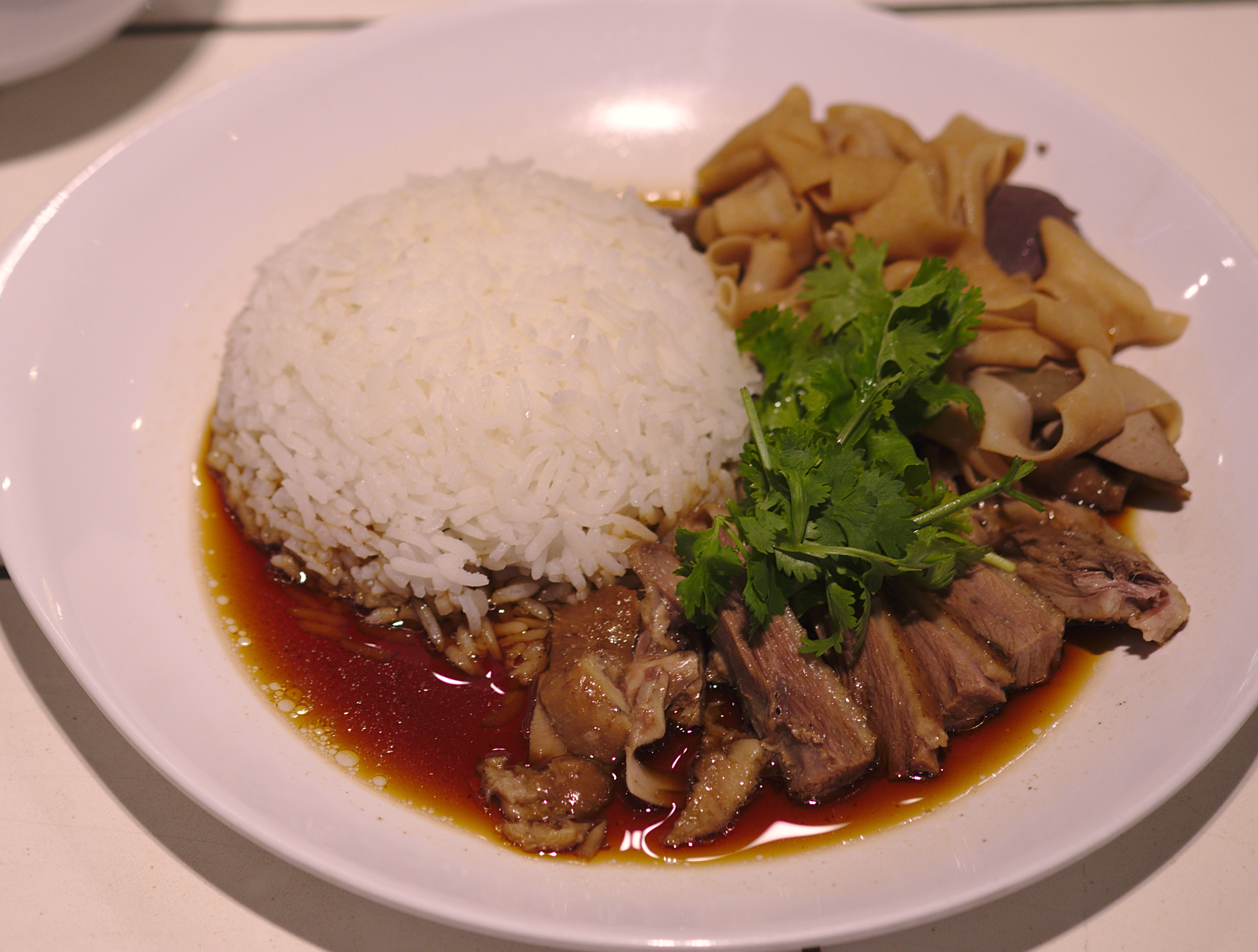
태국 레스토랑에서 밥과 함께 제공되는 거위 카레
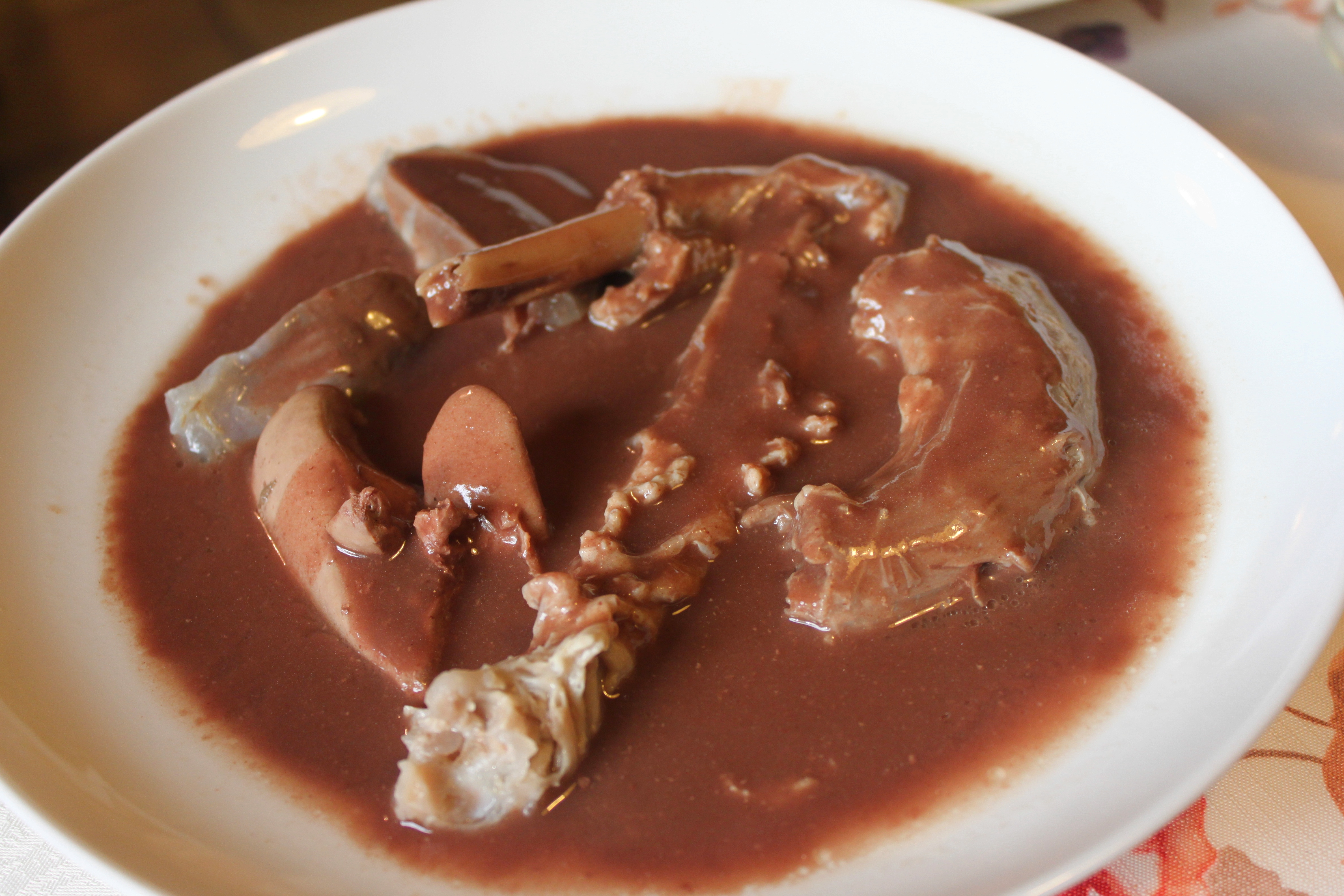
빌머스로이트 레스토랑의 피 소스에 버무린 거위
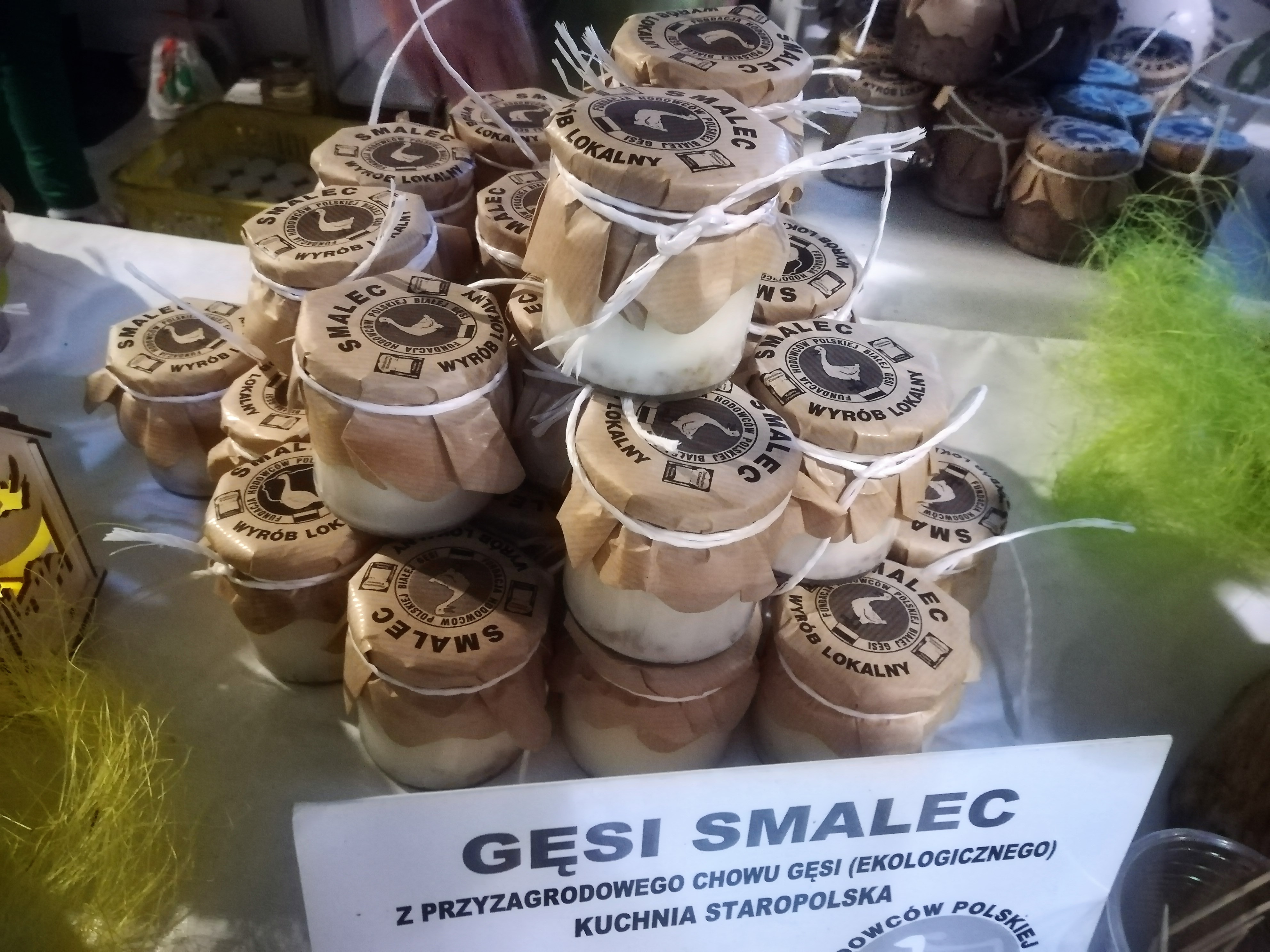
거위 라드 병
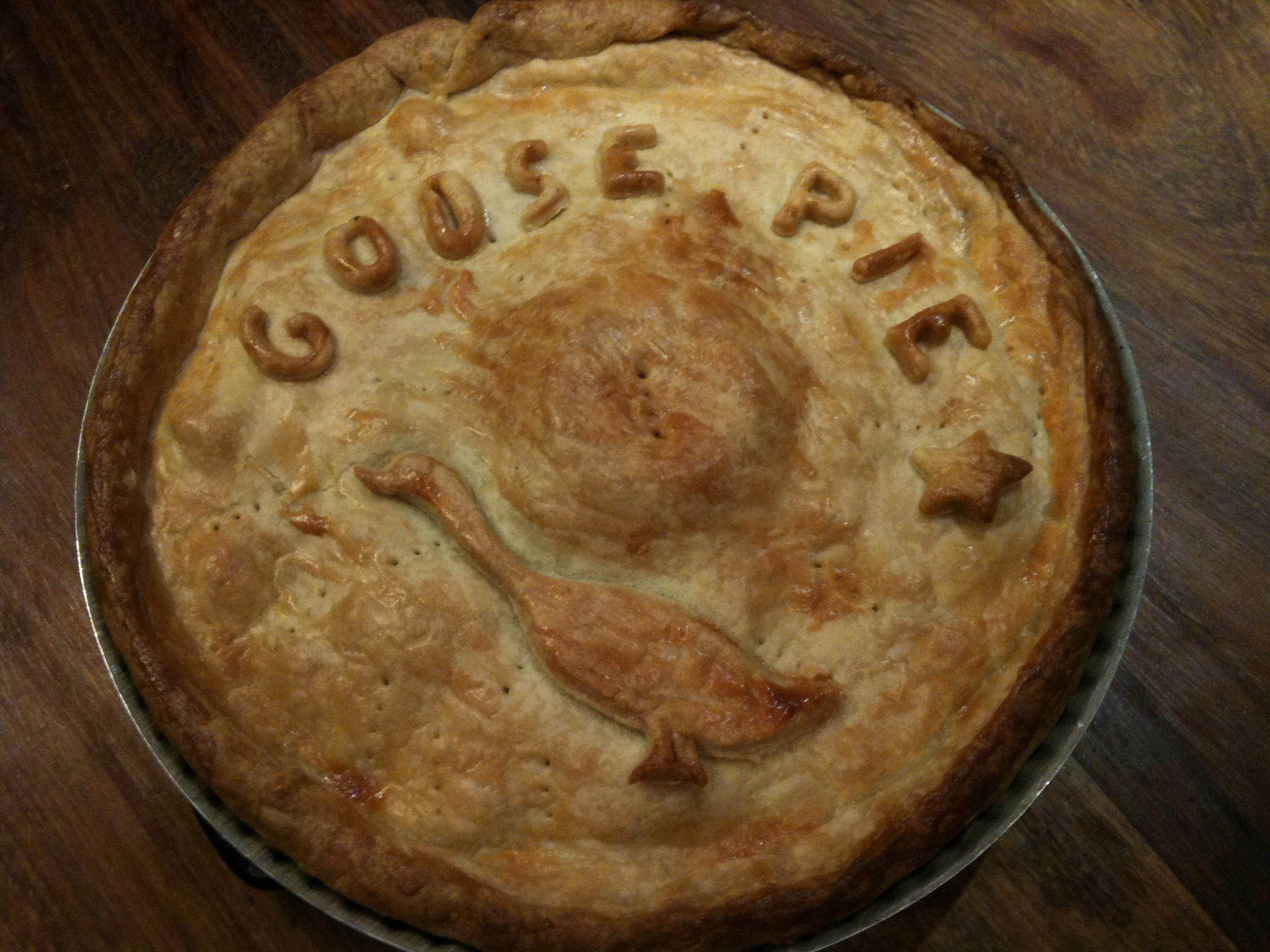
남은 거위구이로 만든 파이
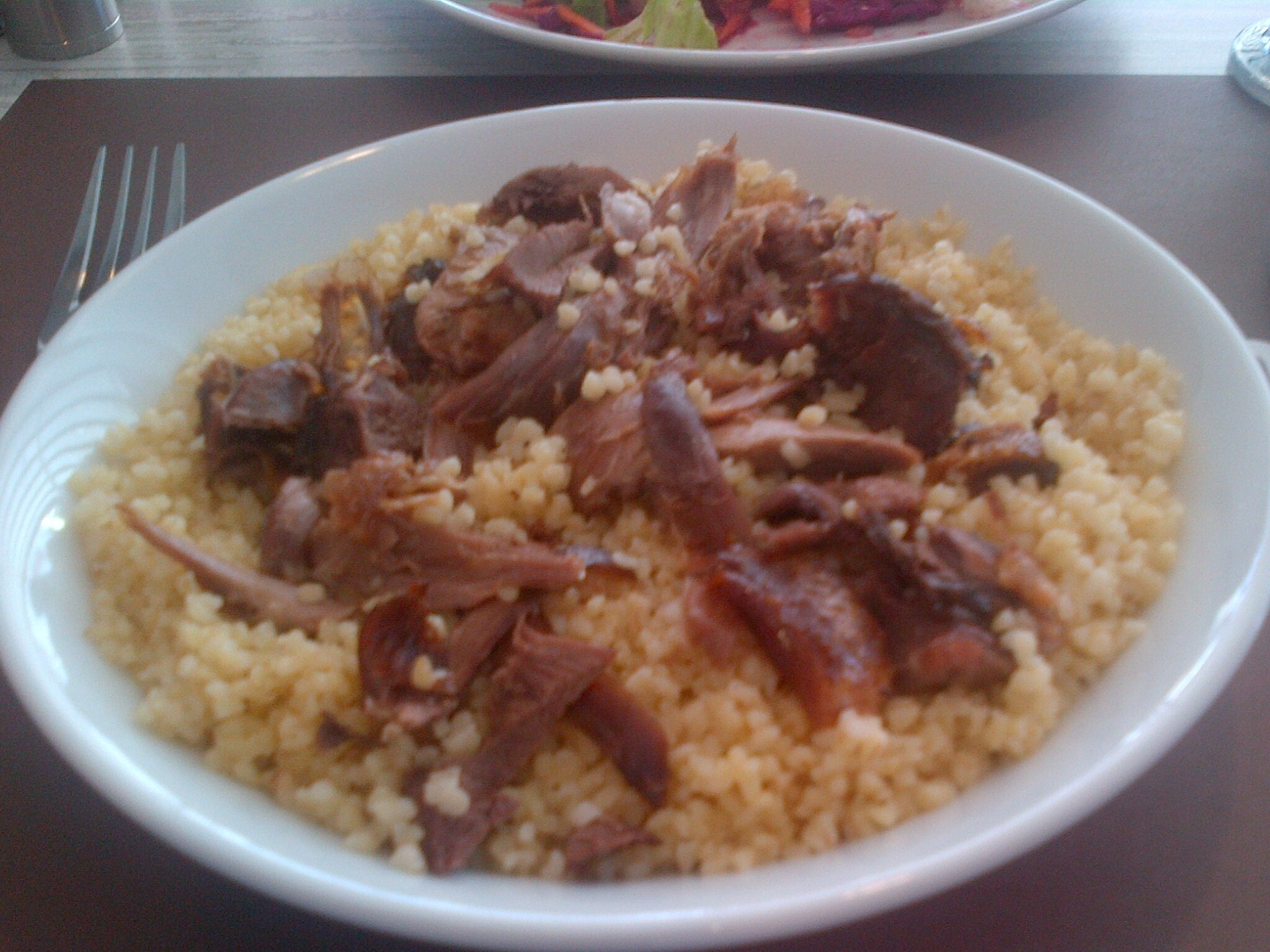
튀르키예 삼순 특산품 카즈 티리디 (불구르 위에 올린 거위고기)
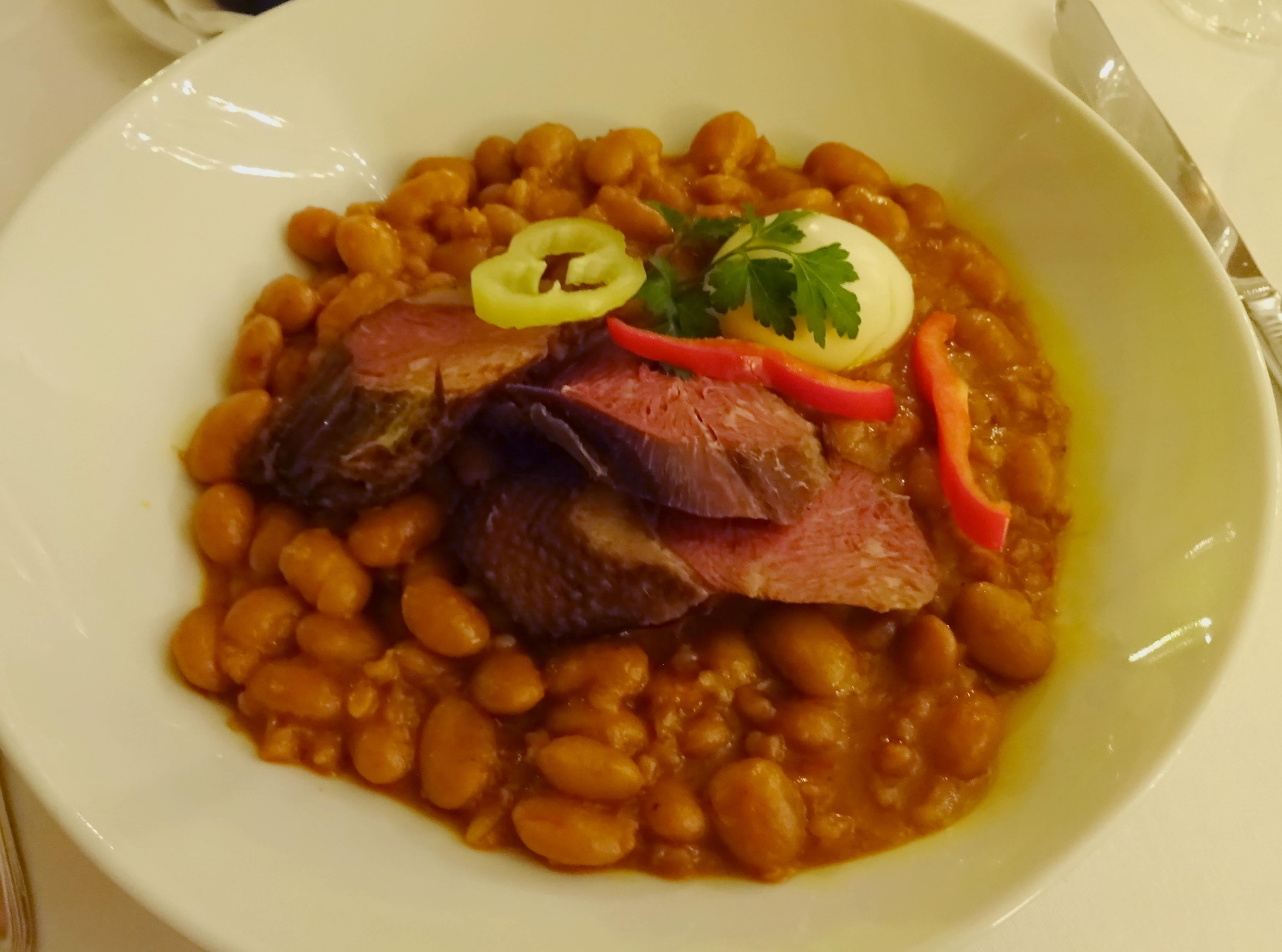
훈제 거위로 덮인 콩 스튜, 촐런트
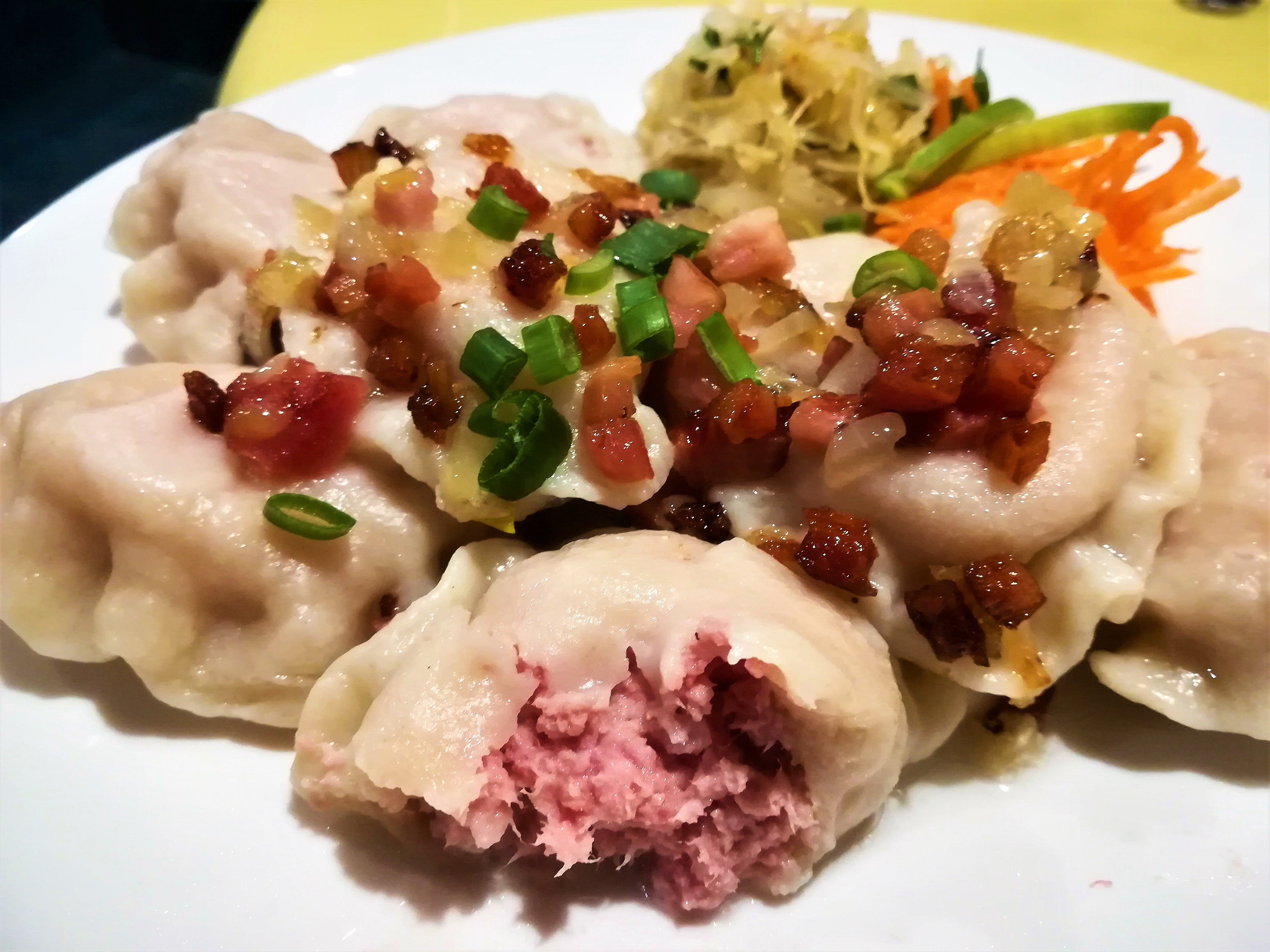
거위 피에로기
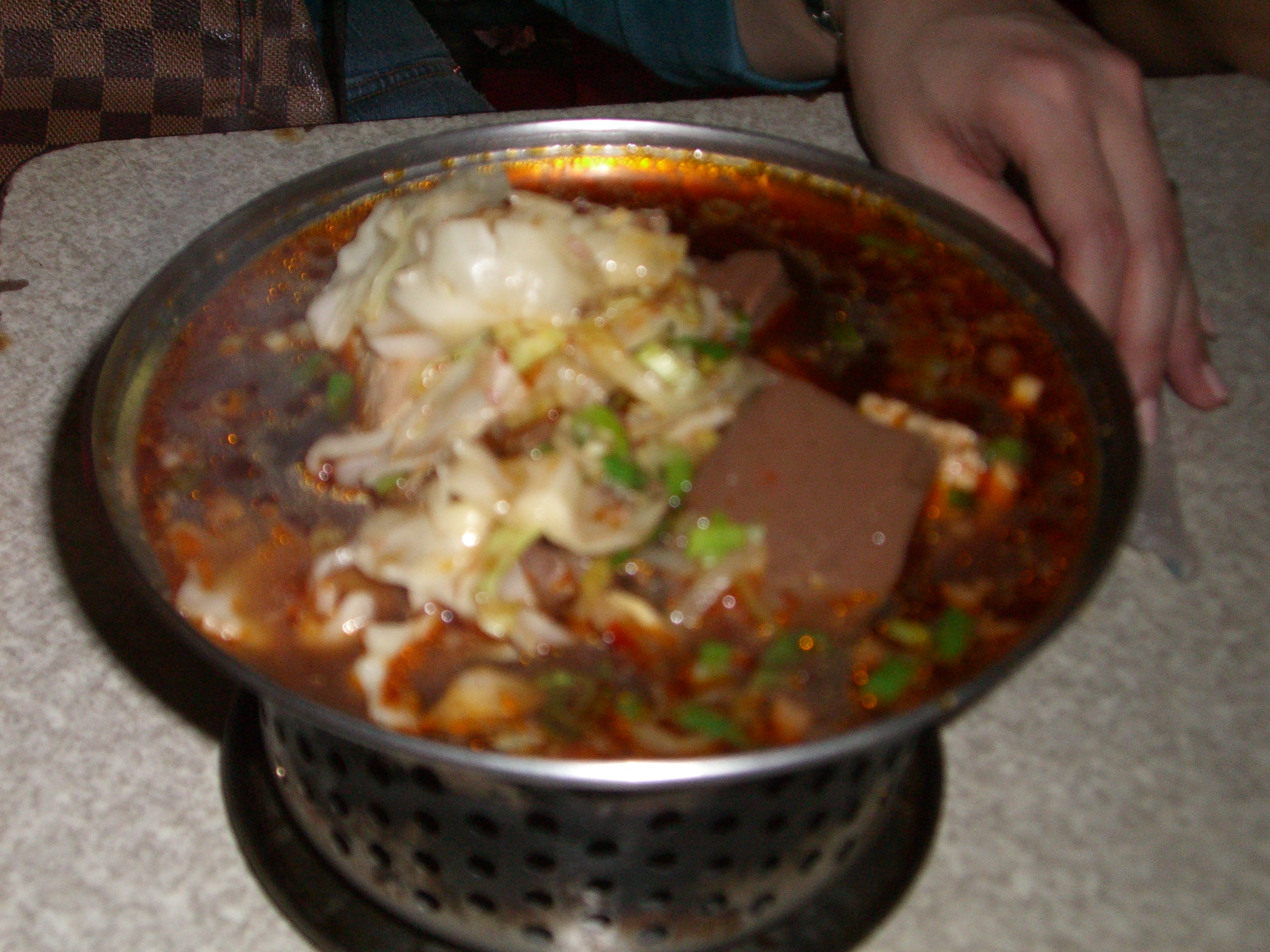
거위 피를 넣은 취두부
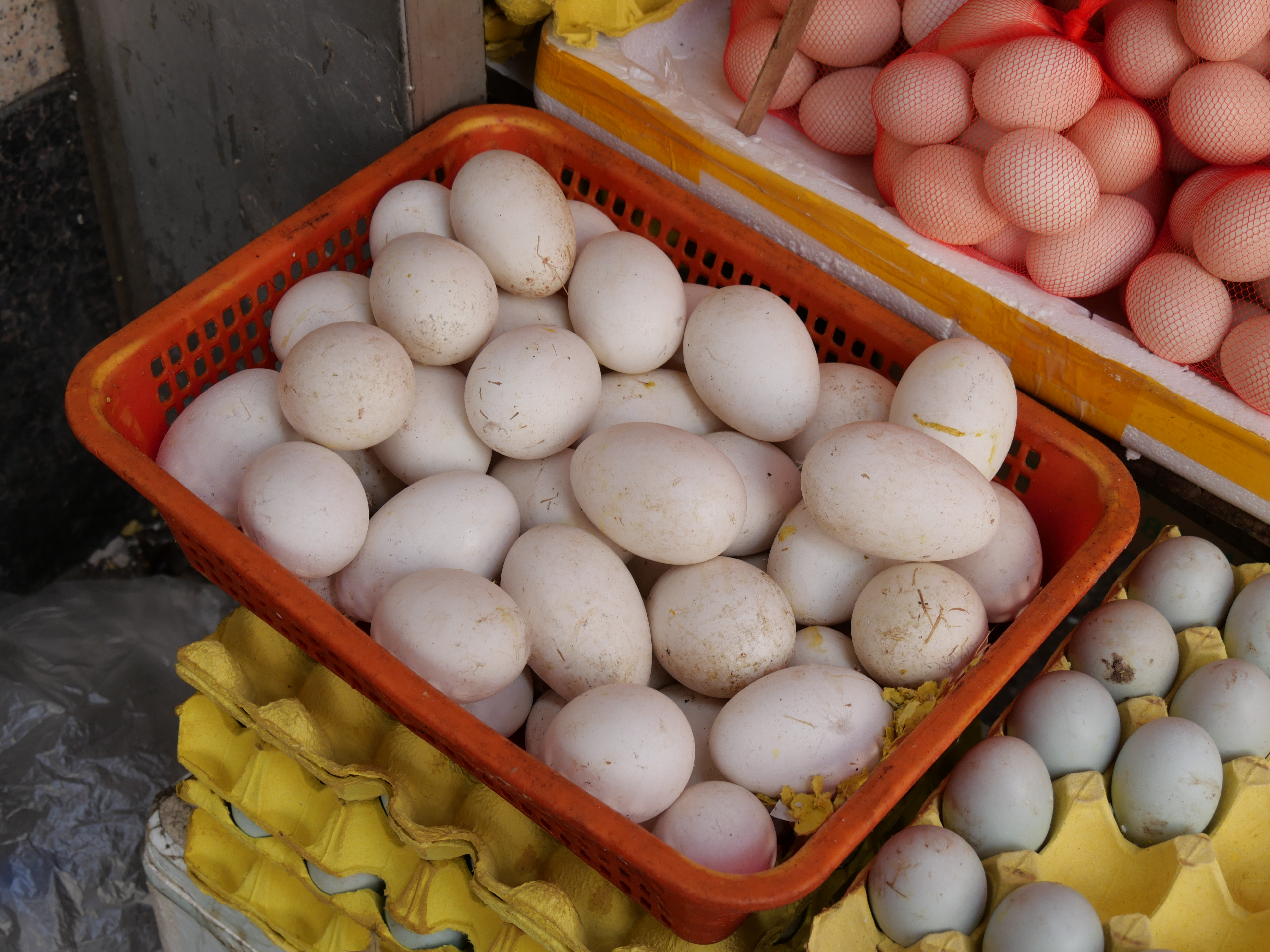
거위 알
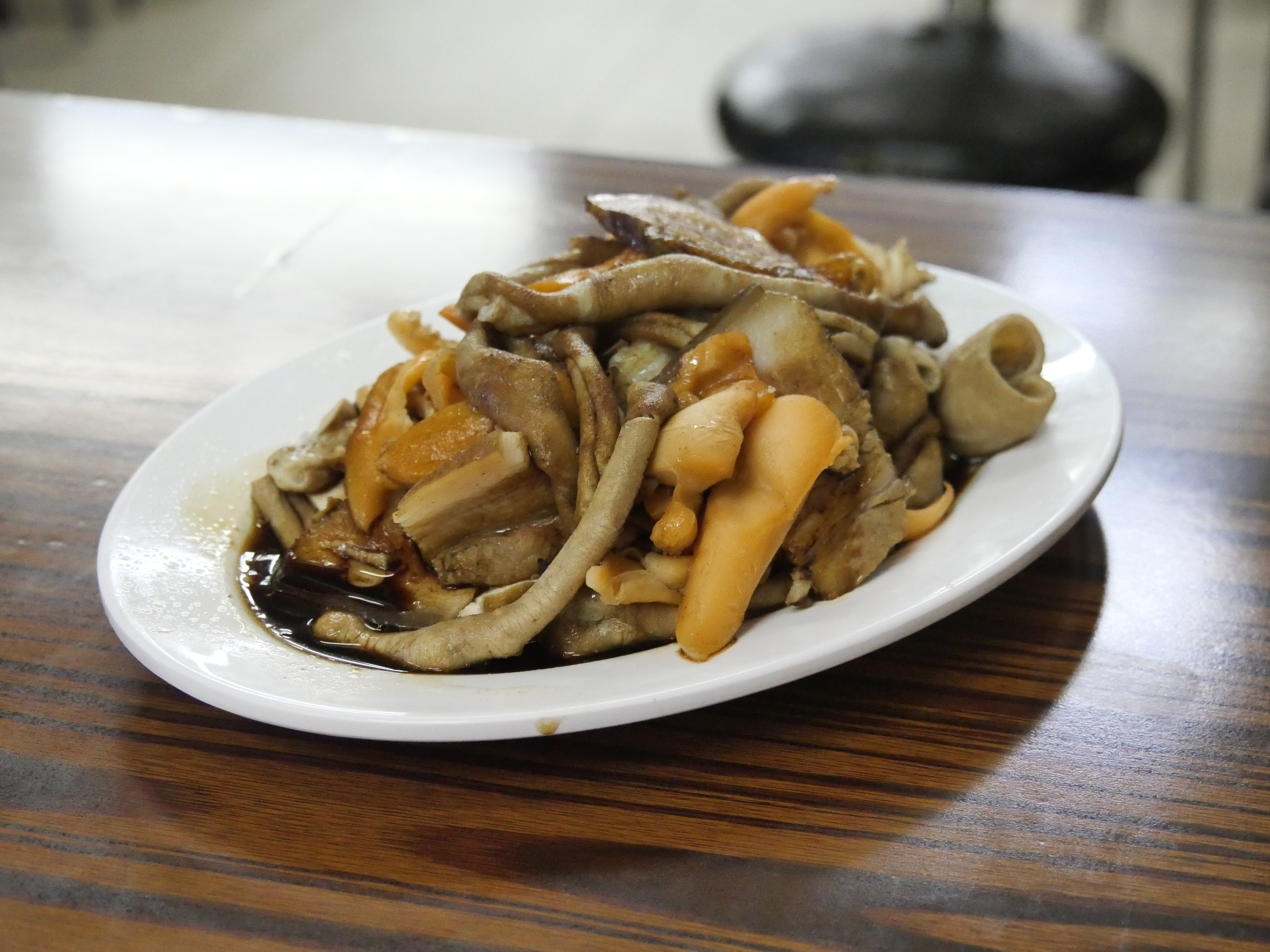
문어와 거위 내장을 곁들인 돼지 삼겹살
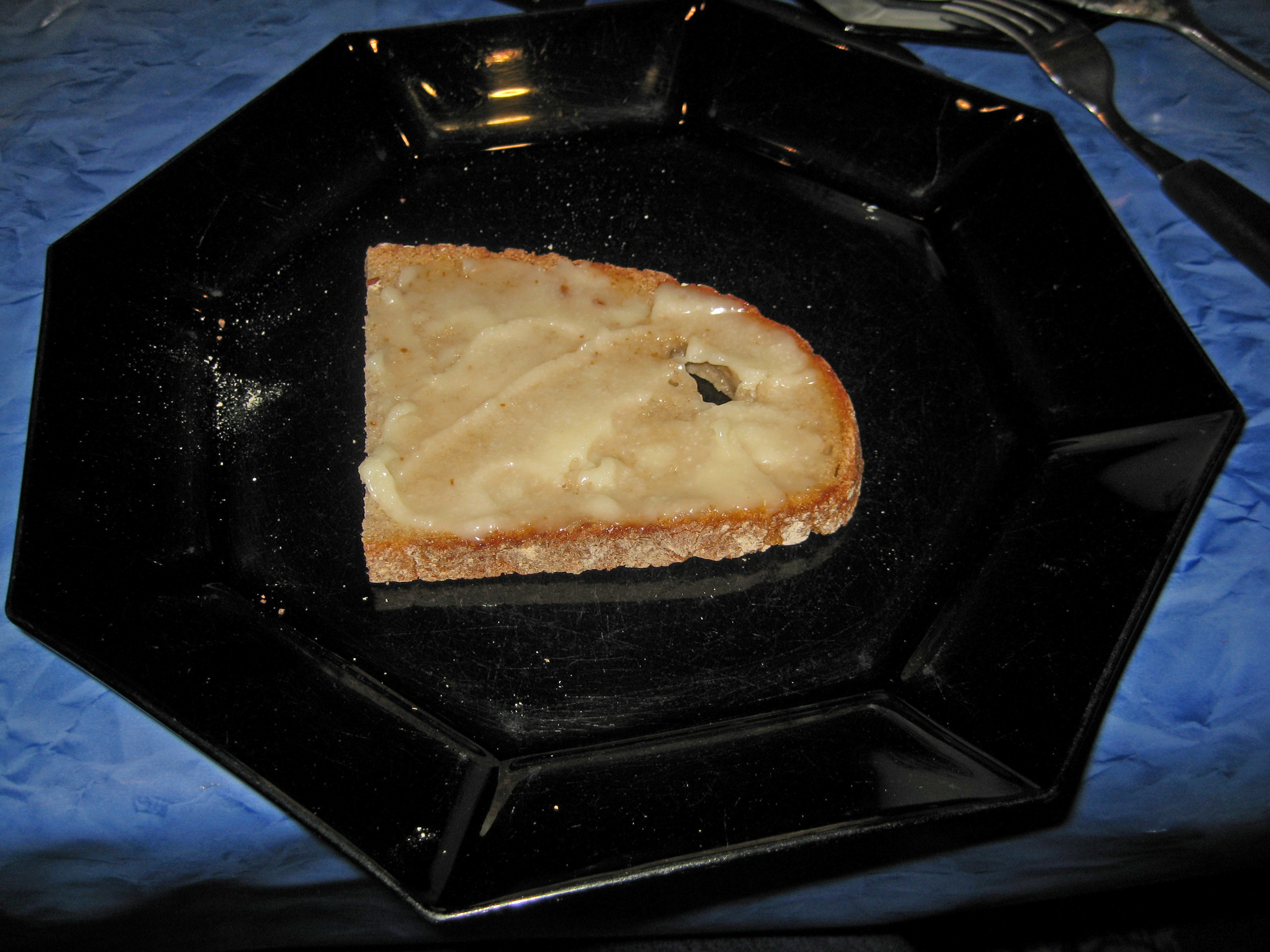
호밀빵에 바른 거위 지방

## 같이 보기
- 크리스마스 음식 목록